# 글로벌 자연다큐
《글로벌 자연다큐》는 2019년 4월 6일부터 2019년 8월 17일까지 EBS 1TV에서 방송되었던 종합 다큐멘터리 프로그램이자 교양 프로그램이었다. 주로 과학, 역사, 식물, 자연, 동물, 지리 등에 관한 소재를 다루며 같은 동물 다큐멘터리 프로그램인 동물의 왕국, 동물의 세계와 동시간대에 방송되었다.

## 방송 시간
| 방송 채널 | 방송 기간                        | 방송 시간                                |
| --------- | -------------------------------- | ---------------------------------------- |
| EBS 1TV   | 2019년 4월 6일 ~ 2019년 8월 17일 | 매주 토요일 낮 3시 30분 ~ 4시 20분(50분) |

## 같이 보기
- 동물의 왕국
- 동물의 세계